# Philoneptunus paragravazea
Philoneptunus paragravazea är en kräftdjursart som beskrevs av Whatley, Millson och Michael A. Ayress 1992. Philoneptunus paragravazea ingår i släktet Philoneptunus och familjen Trachyleberididae. Inga underarter finns listade i Catalogue of Life.